# 創造力
創造力（英語：Creativity；德語：Kreativität），或稱創造性、才思等，是創造新事物或原創事物從而有用或可用的能力。 此外，對於創造力的詳細特徵以及如何創造，有不同的方法。
通俗地說，創造力這個詞主要描述了一個人的創造性或創造的能力。然而，錯誤的是普遍的觀念，即創造力只與視覺藝術和表演藝術領域的職業或活動有關。
卓越的創造力是天才級別的傑出（主要是客觀的）創造力。日常創造力是（主要是主觀的）創造力，可以在大多數人所做的許多工作中觀察到，例如重新設計花園或在烹飪時即興創作。 日常創造力和非凡創造力之間有許多過渡。兩者都在才能、知識、能力、內在動機、個性特徵和支持性環境條件的相互作用中發展。
其他學說區分解決給定任務所需的解決問題的創造力，以及用於探索未來可能性的創造性創造力。 Georg Winkelhofer 將這兩種形式稱為“規範性”和“探索性”創造力。
研究指出，除了認知彈性外，創造力也很大程度地仰賴努力不懈的堅持。人們常低估努力不懈在創造力方面的重要性，但研究一再指出，努力不懈地不斷重複學習跟訓練基本知識與技巧，才是真正能建構創造力的基礎；也就是說，類似背誦式學習的那種大量且不斷重複練習基本功的作法，才能真的在最終逐漸地建構創造力。一項對十名古典作曲家的研究顯示，最能預測一個作曲家能產出高品質創作的指標，是這名作曲家創作了多少首歌曲；研究也一再指出說持續的認知過程策略，也就是努力不懈地深入探索一類想法的做法，是預測創造表現的主要指標之一。

## 創意的定義
創意是要超越界限，跳離現有框架，重新定義事物和事物之間的關係。也就是找出事物間的相關性，或是相反特質，將既有的元素打破，拆解，增刪後，重新組合，以呈現新的風貌，功能或是意圖。

## 创造的扩展义
创造可扩展为创新制造，在创新的基础上制造比之前的产品更具有技术含量和更实用的产品，创造不是神话，是人类生产力的升级，是人类进步的重要推动力之一，如果把上帝造人看做是更加高级的还没有被人类掌控的技术那么创造文字这种产品及新词汇的产生都被看成是人类专利技术应用到产品为人类服务的创造范围。

## 創造的範圍

### 創作
在藝術創作方面，有人把對藝術的各種不同的表達方式，利用一個連續的光譜來表示其創造力，從最小創造的「演繹」到完全的「創新」。
對於跟隨地位已確立的艺术运动及流派的創作者，其創作往往流於對已有物品的「重新演繹」，這使原創的藝術工作者努力向着「創新」的標桿衝刺。
不過，即使同樣是藝術工作者，我們往往對部份人（例如：舞蹈員、演員、管弦樂成員）期望他們創作之餘，亦希望他們重新演繹現有的作品；但另一方面，對於其他藝術工作者（例如：作者、畫師、作曲者），我們往往樂於看到他們有更多的創作。

### 思維
有些人也把创造和科学上的灵感联系在一起，这至少从古希腊的阿基米德时期就开始了。
潮流心理學有時候把它跟前額腦部活動或右腦活動甚至橫向思維聯繫起來。

## 創造的方向

### 「演繹」到完全的「創新」
- 演繹，又叫重新演繹、舊物翻新，把舊有事物通過一定規則創作出新事物。

例如：寫作、繪畫……
- 創新，無中生有，在發現的基礎上創立新的事物。

例如：發明……

### 邏輯和直覺
- 邏輯

垂直思考
- 直覺

橫向思維

## 多角度思考
又叫多角度思維

## 創造的類型
在《創造的行為》一書裡，亞瑟·凱斯特勒（1964年以及各種各樣的印記） 
列舉3類有創造性的個人，"藝術家"，"鼠尾草"和"開玩笑的人"。保羅樺樹和布
賴恩·克萊格("碰撞事故創造性課"，2002年)已經打電話給3類創造性那個結
果" aaahhh" ,"啊哈"，並且"哈哈" .藝術家建立美麗或者挑戰"aaahhh" .鼠尾草
建立想法或者解決辦法("啊哈")並且開玩笑的人引起幽默("哈哈") .在這三位
一體裡的信仰者舉行全部必要的3種元素在裡商務並且罐頭鑑定他們總計在方面"真地有創造性"  公司也。
一個人也能透過它出現的地方分類創造性。

## 創造力的評價
創造性可以被在幾維上評價：
- 理智的領導：有創造性的思想家能鼓舞其它人的新和有希望理論或者令人激動的趨勢。
- 對問題的敏感性：能鑑定問題並且開發一個想法的新領域是一個創造性思惟的標記。
- 獨創性：有創造性的思想家能找到沒有其他人已經能得到的想法或者解決辦法。專利只對最初想法宣佈。
- 機敏：機敏的解決辦法能在一種整潔和驚人的模式裡解決問題或者也在看問題時反映出一個新遠景。
- 非常規：有創造性的思想家能看見在想法之間的遙遠關連。進行字聯想試驗時，非常有創造性的文學的領域裡的人(如詩人)作出高比例的獨特回應。

## 量度創造力

### 創造商數
有不少人曾嘗試參照「智商」(IQ)的量度而為「創造商數」作定義。
创造力商數(Creativity Quotient)，簡稱「创造商數」或「创商」(CQ)；它是一个人的能力智商，具体讲就是指一个人的思维能力、开放能力、创新能力和创造能力。
创商的核心理念：OIC，即开放（Open）+创新（Innovation）+创造（Creation）。OIC包括三个链系:
- OIC的核心问题链：开放性解决问题（OPS）+创新性解决问题（IPS）+创造性解决问题（CPS）.
- OIC的核心思维链：全脑思维（WBT）+开放思维（OT）+创新思维（IT）+创造思维（CT）.
- OIC的核心能力链：开放能力（OA）+创新能力（IA）+创造能力（CA）.

创商的开发途径：大脑神经链建构+观念链再造+思维链内化+能力链外化。创商是人的智商的一种深化和外化，是衡量一个人的智商在发现未知问题与解决现实问题中的应用转化程度的标准。它是衡量一个人现实行动能力和成功能力的砝码。
不過，這些建議都不太成功，原因是這些量度方式都流於對被測試者作個人判斷，而要訂立一個中立而標準化的評估準則，其實很困難。

### 引用
1. ↑  Mark A. Runco, Garrett J. Jaeger, The Standard Definition of Creativity, Creativity Research Journal, 24 (1): pp. 92–96, doi:10.1080/10400419.2012.650092, ISSN 1040-0419 （德文）
2. ↑  Mumford, Michael (2003): Where have we been, where are we going? Taking stock in creativity research, in: Creativity Research Journal, 15, S. 107–120.
3. ↑  Mark A. Runco, Creativity: Theories and Themes: Research, Development, and Practice, Academic Press, ISBN 978-0-08-046783-2 （德文）
4. ↑  James C. Kaufman, Robert J. Sternberg, The Cambridge Handbook of Creativity, Cambridge University Press, ISBN 978-1-139-49061-0 （德文）
5. ↑  Peter Merrotsy, A Note on Big-C Creativity and Little-c Creativity, Creativity Research Journal, 25 (4): pp. 474–476, doi:10.1080/10400419.2013.843921 （德文）
6. ↑  Perkins, David N., The mind’s best work, Cambridge, Mass.: Harvard University Press, ISBN 978-0-674-57624-7 （德文）
7. ↑  Michael D. Mumford, Sigrid B. Gustafson, Creativity syndrome: Integration, application, and innovation., Psychological Bulletin, 103 (1): pp. 27–43, doi:10.1037/0033-2909.103.1.27 （德文）
8. ↑  Teresa M. Amabile, The social psychology of creativity: A componential conceptualization., Journal of Personality and Social Psychology, 45 (2): pp. 357–376, doi:10.1037/0022-3514.45.2.357 （德文）
9. ↑  Georg Winkelhofer: Kreativ managen: Ein Leitfaden für Unternehmer, Manager und Projektleiter. Springer Science & Business, Berlin/Heidelberg/New York 2006, ISBN 3-540-28407-9, S. 13.
10. 1 2 3  Brian J Lucas, Loran F Nordgren. . J Pers Soc Psychol. 2015-08, 109 (2): 232–43. PMID 26191961. doi:10.1037/pspa0000030.
11. ↑  Woodard, Joseph K. . Catholic Insight. 2012-12-01  [2022-12-30]. （原始内容存档于2022-12-29）.
12. ↑  Norman Doidge. . United States: Viking Press. 2007. ISBN 9781101147115.
13. ↑  D K Simonton. . J Pers Soc Psychol. 1977-11, 35 (11): 791–804. PMID 915694. doi:10.1037//0022-3514.35.11.791.
14. ↑  修改自《創意學》，作者為天才。修改原有的敘述
15. ↑  (Kraft, 2005)